# Trešnjevo (gmina Andrijevica)
Trešnjevo (cyr. Трешњево) – wieś w Czarnogórze, w gminie Andrijevica. W 2011 roku liczyła 465 mieszkańców.